# Mariano Pío Cornejo
Mariano Pío Cornejo (Moquegua, mayo de 1823-Arequipa, 24 de junio de 1889) fue un militar y político peruano. Ministro de Guerra y Marina en 1867 y alcalde de Arequipa.

## Biografía
Natural de Moquegua, hijo de Pedro Ignacio Fernández Cornejo y de María Toribia Arguedas. Fue bautizado el 29 de diciembre de 1823, a los siete meses y siete días de haber nacido.
Siguió la carrera militar y llegó hasta el rango de coronel. Fue cuatro veces prefecto de Arequipa en 1842, 1865, 1866 y 1881; así como director de la Beneficencia Pública de Arequipa y alcalde de la misma ciudad.
El 3 de junio de 1867, durante el gobierno provisorio de Mariano Ignacio Prado, fue designado ministro de Estado en el despacho de Guerra y Marina, formando parte del gabinete presidido por Pedro Paz Soldán Ureta. Fue diputado por Arica en la Asamblea Constituyente de 1867 y formó parte de la comisión parlamentaria acerca de la elección de Prado como presidente constitucional, junto con José Luis Quiñones, Felipe Osorio, Antonio Noya, Federico Luna y José Morales Bermúdez. En octubre de 1867 marchó al norte para combatir la rebelión encabezada por el coronel José Balta, que se enlazaba con la rebelión del sur de Pedro Diez Canseco, en el marco de la guerra civil peruana de 1867.
Pero el suceso que más se recuerda actualmente de su paso por el ministerio de Guerra es el haber firmado en Lima, el 4 de octubre de 1867 un contrato con Alexander Swift y Cía. para la compra de los monitores estadounidenses Oneoto y Catawba, bautizados luego como Manco Cápac y Atahualpa. El Estado peruano pagó dos millones de pesos, precio demasiado elevado. Se trataba de buques ya usados, diseñados para la navegación fluvial, no para la marítima y que al llegar a las costas peruanas resultaron inservibles, siendo destinados como baterías flotantes o pontones. Una comisión del Congreso de los Estados Unidos investigó el asunto, descubriendo irregularidades en la venta; se descubrió también que la Swift, que había adquirido los dos buques de la marina estadounidense por 755 000 pesos, había ganado 1 245 000 pesos en la transacción. Hubo la sospecha de que se realizaron pagos a favor de los negociadores peruanos, que configurarían la figura delictiva del cohecho y que entre los beneficiados habría estado el mismo presidente Prado, pero como ocurre en esos casos, no existen pruebas contundentes que lo corroboren.
Ricardo Palma, en su tradición titulada «Un tesoro y una superstición», afirma que Cornejo, finalizado el gobierno de Prado, regresó a Moquegua y se estableció en una de sus haciendas del valle de Locumba. Y que en su afán codicioso de apoderarse de un tesoro prehispánico, profanó la tumba de un antiguo cacique situada en una gruta, pero ocurrió entonces un devastador terremoto, que los supersticiosos pobladores atribuyeron a la furia sobrenatural.